# Paraploactis trachyderma
Paraploactis trachyderma är en fiskart som beskrevs av Bleeker, 1865. Paraploactis trachyderma ingår i släktet Paraploactis och familjen Aploactinidae. Inga underarter finns listade i Catalogue of Life.